# Cirkusboxaren
Cirkusboxaren (originaltitel: The Ring) är en brittisk stum långfilm från 1927 i regi av Alfred Hitchcock.

## Handling
Jack Sanders och Bob Corby är två rivaliserande boxare som båda är förälskade i Nellie. Nellie är gift med Jack, men deras äktenskap börjar svaja då Nellie utvecklar känslor för Bob. Jack och Bob tävlar mot varandra, men det är inte bara mästartiteln de är ute efter - de försöker även vinna Nellies hjärta.

## Rollista i urval
- Carl Brisson - Jack Sander
- Lillian Hall-Davis - Nellie
- Ian Hunter - Bob Corby
- Gordon Harker - Jacks tränare